# إلم سبرينغز
إلم سبرينغز (بالإنجليزية: Elm Springs, Arkansas)‏ هي مدينة تقع في مقاطعة واشنطن، أركنسو, مقاطعة بينتون، أركنسو بولاية أركنساس في الولايات المتحدة. تبلغ مساحة هذه المدينة 9.8 (كم²)، وترتفع عن سطح البحر 361 م، بلغ عدد سكانها 1535 نسمة في عام 2010 حسب إحصاء مكتب تعداد الولايات المتحدة.

## التركيبة السكانية
حدّد مكتب تعداد الولايات المتحدة بيانات التركيبة السكانية لإلم سبرينغز في تعداد الولايات المتحدة. في ما يلي، التركيبة السكانية حسب تعدادي 2000 و2010.

### تعداد عام 2000
بلغ عدد سكان إلم سبرينغز 1,044 نسمة بحسب تعداد عام 2000، وبلغ عدد الأسر 385 أسرة وعدد العائلات 296 عائلة مقيمة في المدينة. في حين سجلت الكثافة السكانية 69.7 نسمة لكل كيلومتر مربع (180.5/ميل2). وبلغ عدد الوحدات السكنية 410 وحدة بمتوسط كثافة قدره 27.4 لكل كيلومتر مربع (71.0/ميل2).
وتوزع التركيب العرقي للمدينة بنسبة 93.58% من البيض و0.38% من الأمريكيين الأفارقة و0.96% من الأمريكيين الأصليين و1.53% من الأمريكيين ذوي الأصول الآسيوية و2.49% من الأعراق الأخرى و1.05% من عرقين مختلطين أو أكثر و4.31% من الهسبانيون أو اللاتينيون من أي عرق.
بلغ عدد الأسر 385 أسرة كانت نسبة 31.2% منها لديها أطفال تحت سن الثامنة عشر تعيش معهم، وبلغت نسبة الأزواج القاطنين مع بعضهم البعض 69.1% من أصل المجموع الكلي للأسر، ونسبة 4.7% من الأسر كان لديها معيلات من الإناث دون وجود شريك، بينما كانت نسبة 3.1% من الأسر لديها معيلون من الذكور دون وجود شريكة وكانت نسبة 23.1% من غير العائلات. تألفت نسبة 17.4% من أصل جميع الأسر من عدة أفراد يعيشون في نفس المنزل ونسبة 8.1% كانت تتألف من شخص يعيش بمفرده يبلغ من العمر 65 عاماً أو أكثر. وبلغ متوسط حجم الأسرة المعيشية 2.69، أما متوسط حجم العائلات فبلغ 3.02.
بلغ العمر الوسطي للسكان 39.0 عاماً. وكانت نسبة 22.3% من القاطنين تحت سن الثامنة عشر، وكانت نسبة 9.5% بين الثامنة عشر والرابعة والعشرين عاماً، ونسبة 28.8% كانت واقعةً في الفئة العمرية ما بين الخامسة والعشرين والرابعة والأربعين عاماً، ونسبة 25.3% كانت ما بين الخامسة والأربعين والرابعة والستين، ونسبة 13.4% كانت ضمن فئة الخامسة والستين عاماً فما فوق. يوجد لكل 100 أنثى 104.1 ذكر، ويوجد لكل 100 أنثى في الثامنة عشر من عمرها فما فوق 100.0 ذكر.
بلغ متوسط دخل الأسرة في المدينة 40,703 دولارًا، أما متوسط دخل العائلة فبلغ 45,536 دولارًا. وكان متوسط دخل الذكور 30,550 دولارًا مقابل 20,000 دولارًا للإناث. وسجل دخل الفرد الخاص بالمدينة 17,551 دولارًا. وكانت نسبة 8.6% من العائلات ونسبة 12.5% من السكان تحت خط الفقر، وكان من هؤلاء نسبة 19.6% تحت سن الثامنة عشر ونسبة 5% في الخامسة والستين من العمر وما فوق.

### تعداد عام 2010
بلغ عدد سكان إلم سبرينغز 1,535 نسمة بحسب تعداد عام 2010، وبلغ عدد الأسر 527 أسرة وعدد العائلات 439 عائلة مقيمة في المدينة. في حين سجلت الكثافة السكانية 102.5 نسمة لكل كيلومتر مربع (265.5/ميل2). وبلغ عدد الوحدات السكنية 577 وحدة بمتوسط كثافة قدره 38.5 لكل كيلومتر مربع (99.7/ميل2).
وتوزع التركيب العرقي للمدينة بنسبة 87.43% من البيض و1.24% من الأمريكيين الأفارقة و0.78% من الأمريكيين الأصليين و2.93% من الأمريكيين ذوي الأصول الآسيوية و5.93% من الأعراق الأخرى و1.69% من عرقين مختلطين أو أكثر و8.53% من الهسبانيون أو اللاتينيون من أي عرق.
بلغ عدد الأسر 527 أسرة كانت نسبة 38.9% منها لديها أطفال تحت سن الثامنة عشر تعيش معهم، وبلغت نسبة الأزواج القاطنين مع بعضهم البعض 71.9% من أصل المجموع الكلي للأسر، ونسبة 6.5% من الأسر كان لديها معيلات من الإناث دون وجود شريك، بينما كانت نسبة 4.9% من الأسر لديها معيلون من الذكور دون وجود شريكة وكانت نسبة 16.7% من غير العائلات. تألفت نسبة 12.7% من أصل جميع الأسر من عدة أفراد يعيشون في نفس المنزل ونسبة 4.7% كانت تتألف من شخص يعيش بمفرده يبلغ من العمر 65 عاماً أو أكثر. وبلغ متوسط حجم الأسرة المعيشية 2.91، أما متوسط حجم العائلات فبلغ 3.21.
بلغ العمر الوسطي للسكان 39.7 عاماً. وكانت نسبة 26.7% من القاطنين تحت سن الثامنة عشر، وكانت نسبة 7.7% بين الثامنة عشر والرابعة والعشرين عاماً، ونسبة 24.2% كانت واقعةً في الفئة العمرية ما بين الخامسة والعشرين والرابعة والأربعين عاماً، ونسبة 30.4% كانت ما بين الخامسة والأربعين والرابعة والستين، ونسبة 11.1% كانت ضمن فئة الخامسة والستين عاماً فما فوق. وتوزع التركيب الجنسي للسكان بنسبة 50.8% ذكور و49.2% إناث.

## وصلات خارجية
- The US50 - Cities and Towns in Arkansas State
- 2012 United States Census Estimate